# Frankrike i olympiska sommarspelen 2016
Frankrike, genom Frankrikes olympiska kommitté (CNOSF), deltog i de 31:a olympiska sommarspelen i Rio de Janeiro 2016.

## Medaljer
| Medalj | Namn                                                                                       | Sport          | Gren                                     |
| ------ | ------------------------------------------------------------------------------------------ | -------------- | ---------------------------------------- |
| 1      | Estelle Mossely                                                                            | Boxning        | Damernas 60 kg                           |
| 1      | Tony Yoka                                                                                  | Boxning        | Herrarnas +91 kg                         |
| 1      | Gauthier Grumier Yannick Borel Daniel Jérent Jean-Michel Lucenay                           | Fäktning       | Herrarnas lagtävling i värja             |
| 1      | Émilie Andéol                                                                              | Judo           | Damernas tungvikt                        |
| 1      | Teddy Riner                                                                                | Judo           | Herrarnas tungvikt                       |
| 1      | Denis Gargaud Chanut                                                                       | Kanotsport     | Herrarnas C-1                            |
| 1      | Karim Laghouag Thibaut Vallette Mathieu Lemoine Astier Nicolas                             | Ridsport       | Lagtävlingen i fälttävlan                |
| 1      | Philippe Rozier Kevin Staut Roger-Yves Bost Pénélope Leprevost                             | Ridsport       | Lagtävlingen i hoppning                  |
| 1      | Pierre Houin Jeremie Azou                                                                  | Rodd           | Herrarnas lättvikts-dubbelsculler        |
| 1      | Charline Picon                                                                             | Segling        | Damernas RS:X                            |
| 2      | Sarah Ourahmoune                                                                           | Boxning        | Damernas 51 kg                           |
| 2      | Sofiane Oumiha                                                                             | Boxning        | Herrarnas 60 kg                          |
| 2      | Jean-Charles Valladont                                                                     | Bågskytte      | Herrarnas individuella                   |
| 2      | Mélina Robert-Michon                                                                       | Friidrott      | Damernas diskuskastning                  |
| 2      | Renaud Lavillenie                                                                          | Friidrott      | Herrarnas stavhopp                       |
| 2      | Kévin Mayer                                                                                | Friidrott      | Herrarnas tiokamp                        |
| 2      | Jérémy Cadot Enzo Lefort Erwan Le Péchoux Jean-Paul Tony Helissey                          | Fäktning       | Herrarnas lagtävling i florett           |
| 2      | Frankrikes damlandslag i handboll                                                          | Handboll       | Damernas turnering                       |
| 2      | Frankrikes herrlandslag i handboll                                                         | Handboll       | Herrarnas turnering                      |
| 2      | Clarisse Agbegnenou                                                                        | Judo           | Damernas halv mellanvikt                 |
| 2      | Audrey Tcheuméo                                                                            | Judo           | Damernas halv tungvikt                   |
| 2      | Maxime Beaumont                                                                            | Kanotsport     | Herrarnas K-1 200 meter                  |
| 2      | Élodie Clouvel                                                                             | Modern femkamp | Damernas femkamp                         |
| 2      | Astier Nicolas                                                                             | Ridsport       | Individuell fälttävlan                   |
| 2      | Florent Manaudou                                                                           | Simning        | Herrarnas 50 m frisim                    |
| 2      | Mehdy Metella Fabien Gilot Florent Manaudou Jérémy Stravius Clément Mignon William Meynard | Simning        | Herrarnas 4 × 100 m frisim               |
| 2      | Jean Quiquampoix                                                                           | Skytte         | Herrarnas 25 m snabbpistol               |
| 2      | Haby Niaré                                                                                 | Taekwondo      | Damernas 67 kg                           |
| 3      | Souleymane Cissokho                                                                        | Boxning        | Herrarnas 69 kg                          |
| 3      | Mathieu Bauderlique                                                                        | Boxning        | Herrarnas 81 kg                          |
| 3      | Grégory Baugé Michaël D'Almeida François Pervis                                            | Cykling        | Herrarnas lagsprint                      |
| 3      | Christophe Lemaitre                                                                        | Friidrott      | Herrarnas 200 meter                      |
| 3      | Dimitri Bascou                                                                             | Friidrott      | Herrarnas 110 meter häck                 |
| 3      | Mahiedine Mekhissi-Benabbad                                                                | Friidrott      | Herrarnas 3 000 meter hinder             |
| 3      | Gauthier Grumier                                                                           | Fäktning       | Herrarnas värja                          |
| 3      | Cyrille Maret                                                                              | Judo           | Herrarnas halv tungvikt                  |
| 3      | Gauthier Klauss Matthieu Péché                                                             | Kanotsport     | Herrarnas C-2                            |
| 3      | Franck Solforosi Thomas Baroukh Guillaume Raineau Thibault Colard                          | Rodd           | Herrarnas lättvikts-fyra utan styrman    |
| 3      | Camille Lecointre Hélène Defrance                                                          | Segling        | Damernas 470                             |
| 3      | Pierre Le Coq                                                                              | Segling        | Herrarnas RS:X                           |
| 3      | Marc-Antoine Olivier                                                                       | Simning        | Herrarnas 10 km maraton                  |
| 3      | Alexis Raynaud                                                                             | Skytte         | Herrarnas 50 meter gevär, tre positioner |

## Ridsport
Frankrike kvalificerade ett lag i hoppning samt fyra platser i den individuella tävlingen efter att ha kommit två i laghoppningen vid VM 2014. I dressyr kvalificerades ett lag och fyra platser i den individuella tävlingen vid europamästerskapen 2015. I fälttävlan kvalificerades ett lag och fyra platser i den individuella tävlingen vid Europamästerskapen i fälttävlan 2015 vid Blair Castle, Frankrike var kvalificerade efter VM 2014 men det kvalificerande resultatet ströks på grund av att en av de franska hästarna visade sig ha varit dopad.

### Dressyr
Lag om fyra ekipage, samt fyra individuella platser:
| Ryttare             | Häst           | Grand Prix | Grand Prix | Grand Prix Special | Grand Prix Special | Grand Prix Freestyle | Grand Prix Freestyle | Placering |
| Ryttare             | Häst           | Poäng      | Placering  | Poäng              | Placering          | Poäng                | Placering            | Placering |
| ------------------- | -------------- | ---------- | ---------- | ------------------ | ------------------ | -------------------- | -------------------- | --------- |
| Stephanie Brieussel | Amorak         |            |            |                    |                    |                      |                      |           |
| Ludovic Henry       | After You      |            |            |                    |                    |                      |                      |           |
| Karen Tebar         | Don Luis       |            |            |                    |                    |                      |                      |           |
| Pierre Volla        | Badinda Altena |            |            |                    |                    |                      |                      |           |

| Ryttare                                                    | Häst     | Grand Prix | Grand Prix | Grand Prix Special | Grand Prix Special | Placering |
| Ryttare                                                    | Häst     | Poäng      | Placering  | Poäng              | Total poäng        | Placering |
| ---------------------------------------------------------- | -------- | ---------- | ---------- | ------------------ | ------------------ | --------- |
| Stephanie Brieussel Ludovic Henry Karen Tebar Pierre Volla | som ovan |            |            |                    |                    |           |

### Fälttävlan
Lag om fyra ekipage, samt fyra individuella platser:
| Tävlande         | Häst              | Dressyr | Dressyr   | Terrängbana | Terrängbana | Hoppning | Hoppning  | Hoppning        | Hoppning        | Totalt | Totalt    |
| Tävlande         | Häst              | Dressyr | Dressyr   | Terrängbana | Terrängbana | Kval     | Kval      | Final           | Final           | Totalt | Totalt    |
| Tävlande         | Häst              | Straff  | Placering | Straff      | Placering   | Straff   | Placering | Straff          | Placering       | Straff | Placering |
| ---------------- | ----------------- | ------- | --------- | ----------- | ----------- | -------- | --------- | --------------- | --------------- | ------ | --------- |
| Astier Nicolas   | Piaf De B'Neville | 42      | 11        | 0           | 3           | 0        | 2         | 6               | 2               | 48     | 2         |
| Thibaut Vallette | Qing Du Briot     | 41      | 6         | 24,4        | 18          | 0        | 14        | 4               | 13              | 69,4   | 13        |
| Mathieu Lemoine  | Bart L            | 39,2    | 3         | 14,4        | 10          | 8        | 9         | 8               | 15              | 69,6   | 15        |
| Karim Laghouag   | Entebbe           | 43,4    | 14        | 50,4        | 31          | 1        | 28        | ej kvalificerad | ej kvalificerad | 94,8   | 28        |

| Tävlande                                                       | Häst     | Dressyr | Dressyr   | Terrängbana | Terrängbana | Hoppning | Hoppning  | Totalt | Totalt    |
| Tävlande                                                       | Häst     | Straff  | Placering | Straff      | Placering   | Straff   | Placering | Straff | Placering |
| -------------------------------------------------------------- | -------- | ------- | --------- | ----------- | ----------- | -------- | --------- | ------ | --------- |
| Karim Laghouag Thibaut Vallette Mathieu Lemoine Astier Nicolas | som ovan | 122,2   | 2         | 161         | 3           | 169      | 1         | 169    | 1         |

### Hoppning
Lag om fyra ekipage, samt fyra individuella platser: 
| Tävlande           | Häst                | Kvalifikation | Kvalifikation | Kvalifikation   | Kvalifikation   | Kvalifikation   | Kvalifikation   | Kvalifikation   | Kvalifikation   | Final           | Final           | Final           | Final           | Final           | Total           |
| Tävlande           | Häst                | Runda 1       | Runda 1       | Runda 2         | Runda 2         | Runda 2         | Runda 3         | Runda 3         | Runda 3         | Runda A         | Runda A         | Runda B         | Runda B         | Runda B         | Total           |
| Tävlande           | Häst                | Straff        | Placering     | Straff          | Total           | Placering       | Straff          | Total           | Placering       | Straff          | Placering       | Straff          | Totalt          | Placering       | Placering       |
| ------------------ | ------------------- | ------------- | ------------- | --------------- | --------------- | --------------- | --------------- | --------------- | --------------- | --------------- | --------------- | --------------- | --------------- | --------------- | --------------- |
| Roger Yves Bost    | Sydney Une Prince   | 0             | 1             | 1               | 1               | 12              | 1               | 2               | 5               | 0               | 1               | 5               | 5               | 16              | 16              |
| Philippe Rozier    | Rahotep De Toscane  | 0             | 1             | 4               | 4               | 15              | 1               | 5               | 13              | 4               | 16              | 9               | 13              | 23              | 23              |
| Penelope Leprevost | Flora De Mariposa   | 47            | 68            | Ej kvalificerad | Ej kvalificerad | Ej kvalificerad | Ej kvalificerad | Ej kvalificerad | Ej kvalificerad | Ej kvalificerad | Ej kvalificerad | Ej kvalificerad | Ej kvalificerad | Ej kvalificerad | Ej kvalificerad |
| Kevin Staut        | Reveur De Hurtebise | 4             | 27            | 0               | 4               | 15              | 0               | 4               | 7               | 4               | 16              | 8               | 12              | 22              | 22              |

| Tävlande                                                      | Häst     | Runda 1 | Runda 1   | Runda 2 | Runda 2   | Placering |
| Tävlande                                                      | Häst     | Straff  | Placering | Straff  | Placering | Placering |
| ------------------------------------------------------------- | -------- | ------- | --------- | ------- | --------- | --------- |
| Roger-Yves Bost Simon Delestre Pénélope Leprevost Kevin Staut | som ovan |         |           |         |           |           |

## Simning
| Idrottare                                                       | Gren             | Heat    | Heat      | Semifinal | Semifinal | Final     | Final     |
| Idrottare                                                       | Gren             | Tid     | Placering | Tid       | Placering | Tid       | Placering |
| --------------------------------------------------------------- | ---------------- | ------- | --------- | --------- | --------- | --------- | --------- |
| Lara Grangeon                                                   | 400 m medley     | 4.43,98 | 22        | i.u.      | i.u.      | Ej vidare | Ej vidare |
| Fantine Lesaffre                                                | 400 m medley     | 4.44,47 | 23        | i.u.      | i.u.      | Ej vidare | Ej vidare |
| Beryl Gastaldello Charlotte Bonnet Mathilde Cini Anna Santamans | 4 × 100 m frisim | 3.36,85 | 8 K       | i.u.      | i.u.      | 3.37,45   | 7         |

| Idrottare      | Gren         | Heat    | Heat      | Semifinal | Semifinal | Final   | Final     |
| Idrottare      | Gren         | Tid     | Placering | Tid       | Placering | Tid     | Placering |
| -------------- | ------------ | ------- | --------- | --------- | --------- | ------- | --------- |
| Jordan Pothain | 400 m frisim | 3.45,43 | 8 K       | i.u.      | i.u.      | 3.49,07 | 8         |

K = Vidarekvalificerad; NR = nationsrekord; OR = olympiskt rekord; VR = världsrekord